# Medaliści mistrzostw świata w kolarstwie BMX - Juniorzy
Lista medalistów i medalistek mistrzostw świata w kolarstwie BMX w wyścigach juniorów.

## Kobiety
| Rok i miejsce                    | Złoto               | Srebro                | Brąz               |
| -------------------------------- | ------------------- | --------------------- | ------------------ |
| 1996 Brighton, Wielka Brytania   | Alesha Pollard      | Tatjana Schocher      | Sheila Songcuan    |
| 1997 Saskatoon, Kanada           | Rachael Marshall    | Audrey Pichol         | Ellen Bollansee    |
| 1998 Melbourne, Australia        | Heater Bruns        | María Gabriela Díaz   | Jill Kintner       |
| 1999 Adelaide, Australia         | María Gabriela Díaz | Simone Dür            | Rachel Galindo     |
| 2000 Córdoba, Argentyna          | Jamie Lilly         | Angelines Nicoletta   | Kerrie-Lee Lucas   |
| 2001 Louisville, USA             | Michelle Meandro    | Helena Aubry          | Jamie Lilly        |
| 2002 Paulínia, Brazylia          | Willy Kanis         | Cyrielle Convert      | Analía Díaz        |
| 2003 Perth, Australia            | Samantha Cools      | Kimberly Hayashi      | Cyrielle Convert   |
| 2004 Valkenswaard, Holandia      | Kimberly Hayashi    | Laëtitia Le Corguillé | Samantha Cools     |
| 2005 Paryż, Francja              | Nicole Callisto     | Sarah Walker          | Melissa Mankowski  |
| 2006 São Paulo, Brazylia         | Shanaze Reade       | María Eugenia Ruarte  | Sarah Walker       |
| 2007 Victoria, Kanada            | Shanaze Reade       | María Eugenia Ruarte  | Lieke Klaus        |
| 2008 Taiyuan, Chiny              | Manon Valentino     | Laurent Reynolds      | Rachel Bracken     |
| 2009 Adelaide, Australia         | Mariana Pajón       | Merle van Benthem     | Maartje Hereijgers |
| 2010 Pietermaritzburg, RPA       | Merle van Benthem   | Brooke Crain          | Melinda McLeod     |
| 2011 Kopenhaga, Dania            | Melinda McLeod      | Abbie Taylor          | Brooke Crain       |
| 2012 Birmingham, Wielka Brytania | Felicia Stencil     | Nadja Pries           | Dani George        |
| 2013 Auckland, Nowa Zelandia     | Felicia Stencil     | Shayona Glynn         | Hannah Sarten      |
| 2014 Rotterdam, Holandia         | Domenica Azuero     | Shealen Reno          | Tatjana Kapitanowa |
| 2015 Zolder, Belgia              | Axelle Etienne      | Swietłana Adamkina    | Kelsey Van Ogle    |
| 2016 Medellín, Kolumbia          | Ruby Huisman        | Natalja Afriemowa     | Silje Fiskebekk    |
| 2017 Rock Hill, USA              | Bethany Shriever    | Saya Sakakibara       | Vineta Pētersone   |
| 2018 Baku, Azerbejdżan           | Indy Scheepers      | Zoé Claessens         | Gabriela Bolle     |
| 2019 Heusden-Zolder, Belgia      | Jessie Smith        | Agustina Cavalli      | Zoé Claessens      |
| 2021 Arnhem, Holandia            | Mariane Beltrando   | Teigen Pascual        | Michelle Wissing   |
| 2022 Nantes, Francja             | Léa Brindjonc       | Veronika Stūriška     | Sabina Košárková   |

## Mężczyźni
| Rok i miejsce                    | Złoto               | Srebro                   | Brąz                    |
| -------------------------------- | ------------------- | ------------------------ | ----------------------- |
| 1996 Brighton, Wielka Brytania   | Carmine Falco       | Jason Whitted            | Thierry Fouilleul       |
| 1997 Saskatoon, Kanada           | Ivo Lakučs          | Thierry Fouilleul        | Mickaël Deldycke        |
| 1998 Melbourne, Australia        | Brandon Meadows     | Mickaël Deldycke         | Luke Madill             |
| 1999 Adelaide, Australia         | Dan Shanahan        | Steve Larralde           | Kevin Batey             |
| 2000 Córdoba, Argentyna          | Jason Ream          | Santiago Silva           | Allan Duarte            |
| 2001 Louisville, USA             | Donny Robinson      | Ian Stoffel              | Jeremy Cotte            |
| 2002 Paulinia, Brazylia          | Pablo Gutierrez     | Taylor Wells             | Edwin Montoya           |
| 2003 Perth, Australia            | Artūrs Matisons     | Manuel Alejandro López   | Sander Bisseling        |
| 2004 Valkenswaard, Holandia      | Michael Fenwick     | Thomas Hamon             | Ivo van der Putten      |
| 2005 Paryż, Francja              | Michael Cesar       | Benoît Leroy             | Edgar Bisseling         |
| 2006 São Paulo, Brazylia         | Moana Moo-Caille    | Martin Scherpen          | Ramiro Martín Mariño    |
| 2007 Victoria, Kanada            | Yvan Lapraz         | Joey Bradford            | Logan Collins           |
| 2008 Taiyuan, Chiny              | Sam Willoughby      | Vincent Pelluard         | Denzel Stein            |
| 2009 Adelaide, Australia         | Sam Willoughby      | Andrè Fosså Aguiluz      | Antony Dean             |
| 2010 Pietermaritzburg, RPA       | Sylvain André       | Kristers Lejiņš          | Twan van Gendt          |
| 2011 Kopenhaga, Dania            | Alfredo Campo       | Trent Woodcock           | Antonin Dupire          |
| 2012 Birmingham, Wielka Brytania | Carlos Ramírez      | Maliek Blyndloss         | Léopold Tramier         |
| 2013 Auckland, Nowa Zelandia     | Sean Gaian          | Gonzalo Molina           | Jéremy Rencurel         |
| 2014 Rotterdam, Holandia         | Niek Kimmann        | Sean Gaian               | Romain Racine           |
| 2015 Zolder, Belgia              | Exequiel Torres     | Collin Hudson            | Romain Racine           |
| 2016 Medellín, Kolumbia          | Maynard Peel        | Mathis Ragot Richard     | Cédric Butti            |
| 2017 Rock Hill, USA              | Cédric Butti        | Kevin van de Groenendaal | Mikus Strazdiņš         |
| 2018 Baku, Azerbejdżan           | Léo Garoyan         | Juan Camilo Ramírez      | Mauricio Ignacio Molina |
| 2019 Heusden-Zolder, Belgia      | Tatyan Lui Hin Tsan | Oliver Moran             | Nathaniel Dieuaide      |
| 2021 Arnhem, Holandia            | Marco Radaelli      | Louison Rousseau         | Drew Polk               |
| 2022 Nantes, Francja             | Julian Bijsterbosch | Jaymio Brink             | Wannes Magdelijns       |